# Sideroxylon
Genre
Classification phylogénétique
Sideroxylon (littéralement les « bois de fer ») est un genre de plantes à fleurs de la famille des Sapotaceae. Il comprend une cinquantaine d’espèces d'arbres trouvés en Amérique tropicale, et quelque 25 espèces dans l’Ancien monde dont 6 en Afrique continentale, environ 6 à Madagascar, 8 dans les îles Mascareignes, et 5 en Asie.
C'est le genre auquel appartient notamment le tambalacoque (Sideroxylon grandiflorum), espèce endémique de l'île Maurice ainsi que l'Arganier (Sideroxylon spinosum), arbre produisant l'huile d'argan.

## Liste d'espèces
| - Sideroxylon acutangulum Ducke - Sideroxylon alachuense L.C. Anders. - Sideroxylon americanum (Mill.) T.D.Penn. - Sideroxylon argenteum Pierre - Sideroxylon australe - Sideroxylon bangii Rusby - Sideroxylon betsimisarakum Lecomte (Madagascar) - Sideroxylon bolivianum Rusby - Sideroxylon borbonicum A.DC. - Sideroxylon boutonianum (Vulnérable) - Sideroxylon cambodianum P. - Sideroxylon capiri - Sideroxylon celastrinum (Kunth) T.D.Penn. - Sideroxylon cinereum - Sideroxylon costatum - Sideroxylon crassipedicellatum Mart. & Eichler Baehni - Sideroxylon cubense (Griseb.) T.D.Penn. - Sideroxylon cuneatum Raunk. - Sideroxylon cuspidatum A.DC. - Sideroxylon cylindrocarpum Poepp. - Sideroxylon cymosum - Sideroxylon cyrtobotryum Mart. - Sideroxylon eerwah - Sideroxylon elegans A.DC. - Sideroxylon eriocarpum (Vulnérable) - Sideroxylon floribundum Griseb. - Sideroxylon foetidissimum Jacq. - Sideroxylon galeatum (Vulnérable) - Sideroxylon gardnerianum A.DC. - Sideroxylon grandiflorum – Tambalacoque (En danger critique) - Sideroxylon grandifolium - Sideroxylon guyanense A.DC. - Sideroxylon hookeri - Sideroxylon horridum (Griseb.) T.D.Penn. (Cuba) - Sideroxylon inerme L. - Sideroxylon inerme inerme - Sideroxylon inerme cryptophlebium - Sideroxylon inerme diospyroides | - Sideroxylon lanuginosum Michx. - Sideroxylon leucophyllum - Sideroxylon lycioides L. - Sideroxylon macranthum - Sideroxylon majus (Gaertn.f.) Baehni (Vulnérable) - Sideroxylon marginatum (Decne. Ex Webb) (En danger) - Sideroxylon marmulano (Canary Islands) - Sideroxylon mascatense (A. DC.) T.D. Penn. - Sideroxylon mastichodendroides - Sideroxylon obovatum Lam. - Sideroxylon obtusifolium (Roem. & Schult.) T.D.Penn. (Mexique) - Sideroxylon occidentale (Hemsl.) T.D.Penn. (Mexique) - Sideroxylon pacurero Loefl. - Sideroxylon palmeri - Sideroxylon persimile (Hemsl.) T.D. Penn. - Sideroxylon portoricense Urb. - Sideroxylon puberulum - Sideroxylon reclinatum Michx. - Sideroxylon repens (Urb. and Ekman) T.D. Penn. (République dominicaine) - Sideroxylon reclinatum Michx. - Sideroxylon robustum Mart. & Eichler - Sideroxylon rufum Mart. & Eichler - Sideroxylon rugosum Roem. & Schult. - Sideroxylon saldanhaei Glaz. - Sideroxylon salicifolium (L.) Lam - Sideroxylon saxorum Lecomte (Madagascar) - Sideroxylon sessiliflorum (Mauritius, Vulnérable) - Sideroxylon spinosum - Sideroxylon spruceanum Mart. & Miq. - Sideroxylon st-johnianum (H.J.Lam & B.Meeuse) Smedmark & Anderb. - Sideroxylon stevensonii (Standl.) T.D.Penn. - Sideroxylon tempisque - Sideroxylon tenax L. – (Vulnérable) - Sideroxylon thornei (Cronq.) T.D.Pennington – (Vulnérable) - Sideroxylon venulosum Mart. & Eichler - Sideroxylon wightianum S. Mori |